# Haughtonileberis
Haughtonileberis is een geslacht van kreeftachtigen uit de klasse van de Ostracoda (mosselkreeftjes).

## Soorten
- Haughtonileberis acies (Esker, 1968) Donze, Colin, Damotte, Oertli, Peypouquet & Said, 1982 †
- Haughtonileberis exilis Andreu & Ettachfini, 1994 †
- Haughtonileberis fissilis Dingle, 1969 †
- Haughtonileberis haughtoni Dingle, 1969 †
- Haughtonileberis hodievivens Jellinek, 1993
- Haughtonileberis mdaouerensis (Bassoullet & Damotte, 1969) Andreu-bousset, 1991 †
- Haughtonileberis nibelaensis Dingle, 1981 †
- Haughtonileberis radiata Dingle, 1976 †
- Haughtonileberis rastapuriensis Ahmad, Neale & Siddiqui, 1991 †
- Haughtonileberis vanhoepeni Dingle, 1980 †